# Elisabeth Wesmael
Pour les articles homonymes, voir Wesmael.
Elisabeth Wesmael (nom d'artiste ou Elisa Wesmaël selon l'état-civil), née le 15 octobre 1863 à Mons et morte le 13 novembre 1953 à Nimy, est une artiste graphique belge connue pour ses gravures, ses eaux-fortes et ses illustrations.

## Biographie

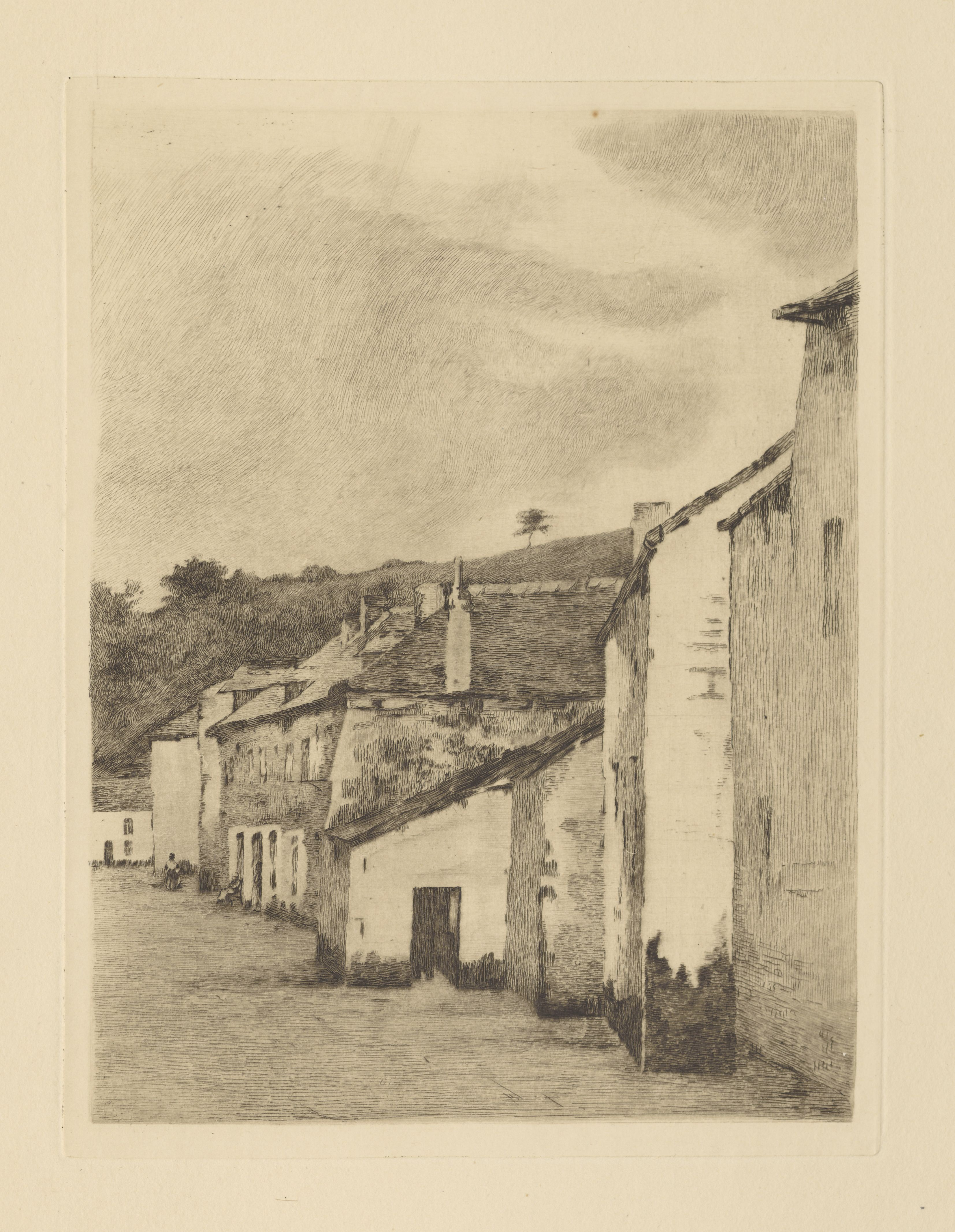
Grue a thuin

Elisa Julie Colette Wesmael, née le 15 octobre 1863 à Mons, est la fille de Jean Wesmael, directeur du Waux-hall de Mons, et de Julie Charles.

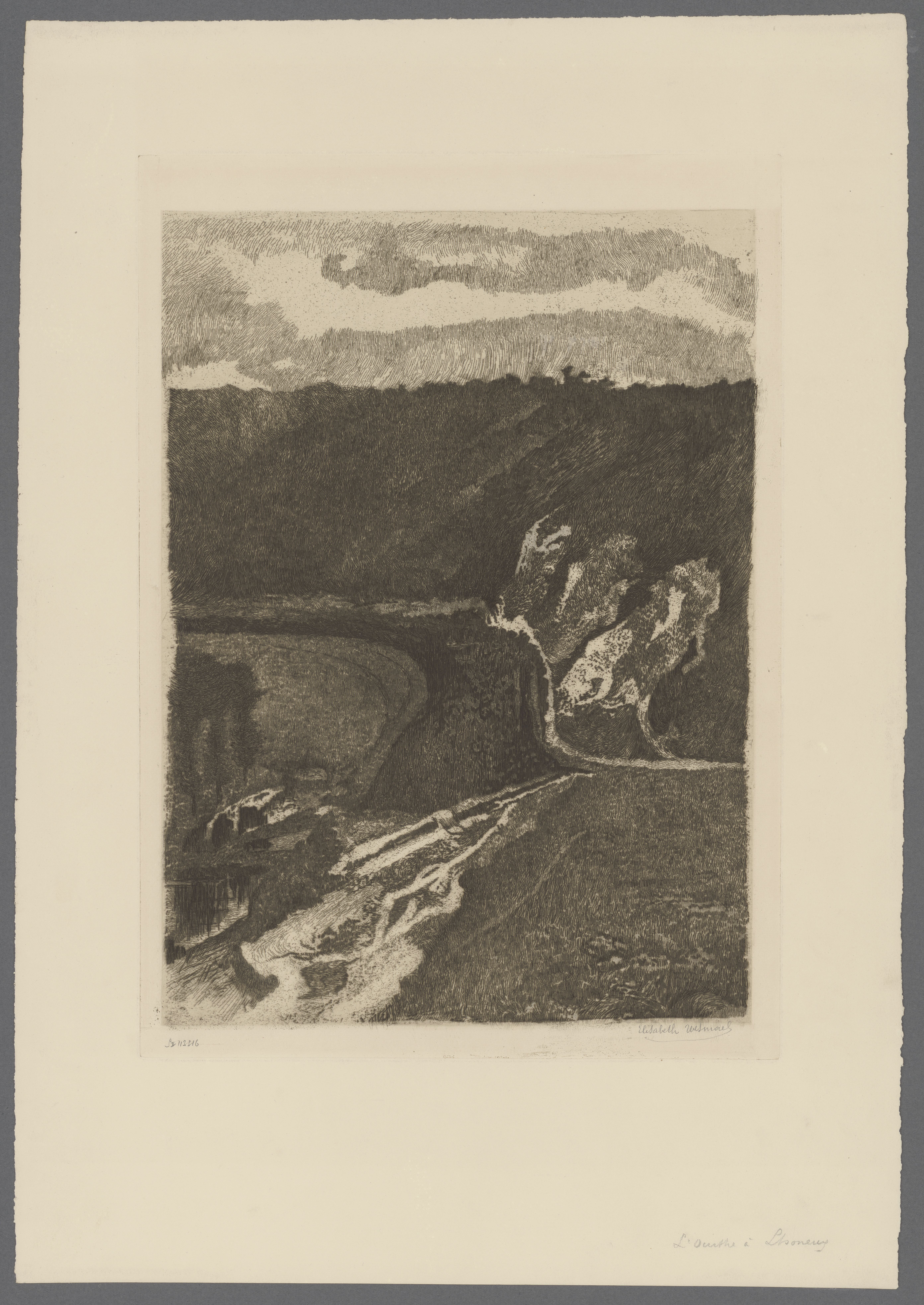
L'Ourthe at Lhoneux

Elisa Wesmael grandit à Nimy. Elle étudie entre 1883-1884 à l'Académie royale des Beaux-Arts de Mons avec Auguste Danse. Elle y dessine et réalise des gravures. Elle devient amie avec Louise Danse et Marie Danse, filles de son maître, Auguste Danse, qui lui-même était un artiste graphique. Elle est présente aux célébrations de son centenaire. 
Au début de sa carrière, ses œuvres contiennent principalement des gravures de paysages contemporains telle que ses eaux-fortes Forêt d'épicéas dans la région campinoise de Joseph Coosemans et de La Sortie des vêpres de Franz Courtens. Ces deux œuvres font désormais partie des collections de la ville de Bruxelles. Par la suite, elle grave principalement des paysages, des vues de la vallée de la Sambre et de l'Ardenne avec des œuvres comme La Sambre à Thuin, Thuin, la ville basse, Touët de Beuil, une rue de Thuin et L'Ourthe à Esneux. Elle réalise également des dessins et des croquis, notamment Un coin dans le jardin de Léon Souguenet ou Plateau de l'Ourthe. 
Elisabeth Wesmael est membre de diverses associations artistiques : L'Estampe, la Société des Aquafortistes belges. Elle expose pour cette dernière en 1899, 1893, 1895 et 1908. Egalement, elle expose à Gand en 1892, à Bruxelles en 1903 et 1910, et à Charleroi en 1911.
En 1907, elle illustre La Chanson populaire belge de Charles Gheude, avec d'autres artistes : Henry Bodart, Emile Baes, Fernand Khnopff, Jean Delville, Louis Royon, Auguste Oleffe, Louise Danse, et Henri Cassiers.
Elisabeth Wesmael se marie en 1914 à l'écrivain Maurice Des Ombiaux avant le début de la Première Guerre mondiale. Ils vivaient au n° 28 de la rue du Lac à Bruxelles. Elle quitte la Belgique pour le suivre à Paris puis Sainte-Adresse où il est le chef de cabinet du gouvernement belge en exil.
Elle devient veuve en 1943 et rentre en Belgique. Elle meurt 10 ans plus tard. Elle est inhumée dans la ville de son enfance, Nimy. 
Elizabeth Wesmael a une préférence pour les paysages ardennais. Son travail s'inspire parfois de compositions anciennes ou contemporaines tels que les œuvres de Franz Courtens et Joseph Coomans. Elle signe parfois de son nom, mais parfois avec Elisa ou Lisette.

## Expositions
- 1907 : Bruxelles, L'Estampe, 1er salon.
- 1909 : Bruxelles, L'Estampe, 3e salon.
- 1910 : Bruxelles, L'Estampe, 4e salon.
- 1911 : Bruxelles, Cercle artistique.
- 1912 : Bruxelles, L'Estampe, 6e salon.
- 1912 : Bruxelles, L'Estampe, 7e salon.
- 1914 : Bruxelles, L'Estampe, 8esalon.

## Sélection d'œuvres
- Coucher de soleil dans la région campinoise, 1905 : ce tableau est inclus dans le livre Women Painters of the World  qui donne un aperçu des femmes peintres les plus en vue jusqu'en 1905, date de publication de ce livre[7],[8].
- En Province, dessin, 1907.
- Ruysdael, eau-forte, 1909.
- Le Bac de Ruysdael, eau-forte, 1912.
- Les Plateaux de l'Ourthe, 1913.
- La Rentrée des barques de pêche, dessin, 1914.

Le Phare
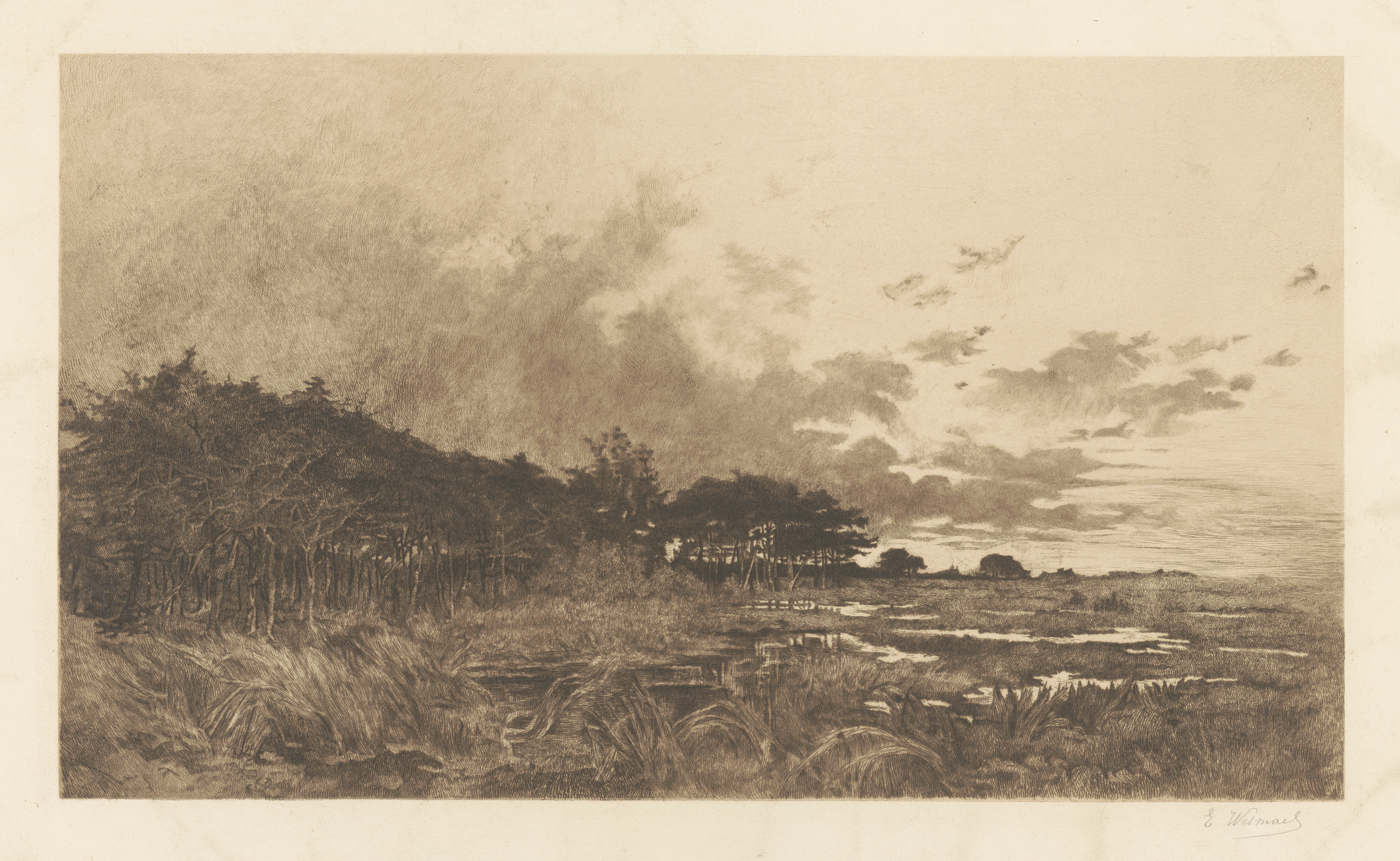
Les forêts de pins de la Campine
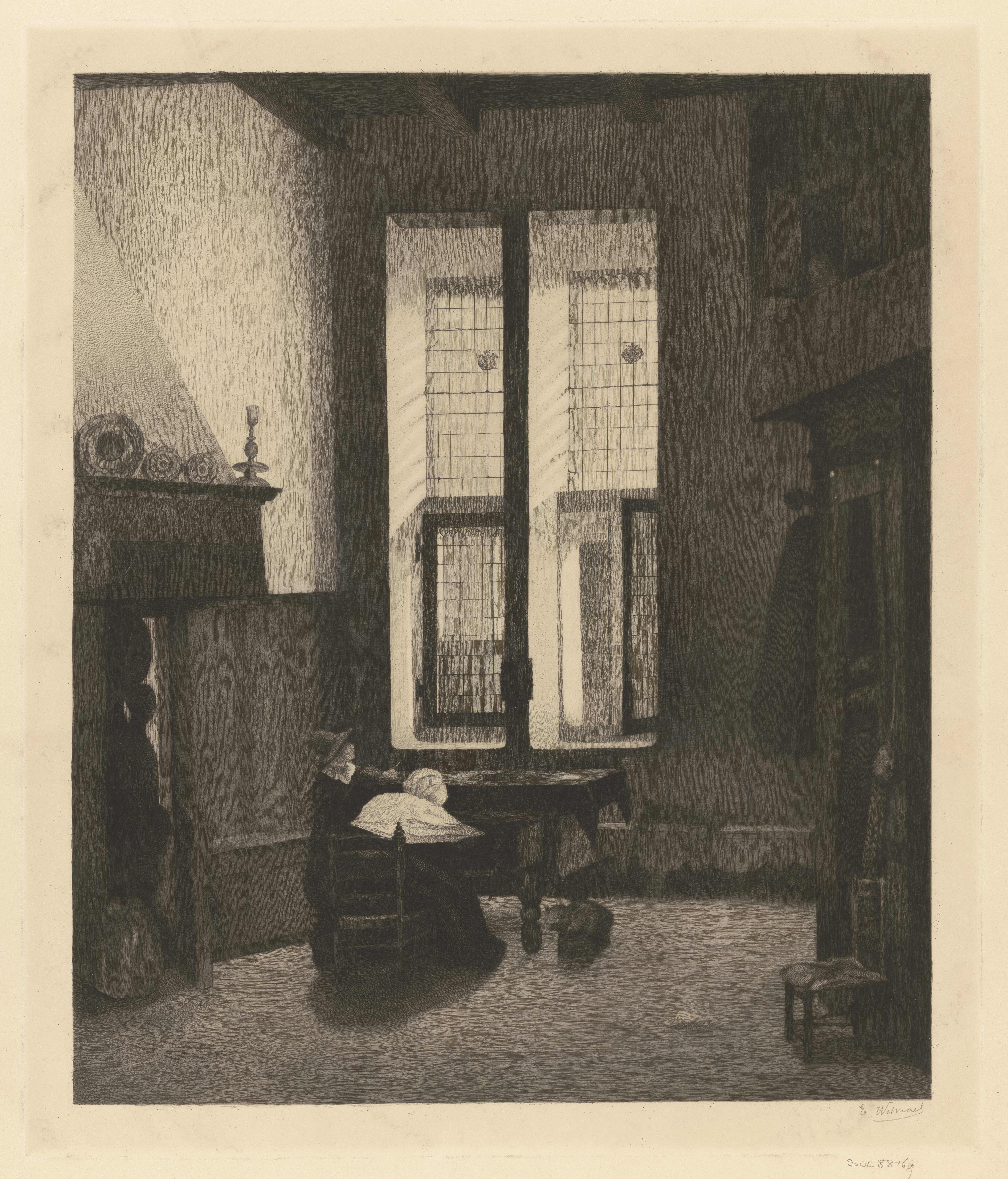
Interieur, Brussel Museum

## Distinction
- Chevalier de l'ordre de Léopold (Belgique) le 23 avril 1926[9].